# Alberto Novión
Alberto Novión fue un dramaturgo que nació en Bayona (Francia) el 9 de febrero de 1881 y se radicó en Argentina donde obtuvo la ciudadanía de este país y realizó una amplia contribución al llamado género chico hasta su fallecimiento el 25 de noviembre de 1937.  

## Primeros años
Llegó muy joven a Montevideo, Uruguay y luego se radicó definitivamente en Buenos Aires donde en 1905 luego de haber escrito algunas piezas para género libre, escribió Doña Rosario, que la compañía de Jerónimo Podestá estrenó en el Teatro Nacional, en Buenos Aires, con una muy recordada interpretación de Orfilia Rico que se convirtió en el paradigma clásico de la madre criolla. Esta obra lo consagrará como un autor de primera línea y su nombre permanecerá hasta su fallecimiento en las carteleras porteñas. 

## Actividad artística
Autor prolífico, estrenó un promedio de 3 obras por año en la década 1905-1915 y alcanzó las 7  obras en 1916 y en 1921. Llegó a 8 estrenos en 1928 y en 1936 y 1937 estrenó cuatro obras por año, en tanto en todos los restantes aparecieron siempre 2 o 3 obras de su autoría.
Sus obras abarcaron todos los géneros, inclusive la revista, y ubicó en la acción escénica tanto las clases pobres y el hampa como la ciudad y el campo, los menesterosos y la clase media, a la cual perteneció por muchos aspectos de su cultura y conformación espiritual. Escribió y estrenó más de 90 piezas, 73 de ellas que encuadran en el teatro breve, 30 están registradas como sainetes y 22 en calidad de revistas, sketchs y zarzuelas.
Además de Doña Rosario sus obras más apreciadas fueron Jacinta, La tapera, La tía Brígida, Las carreras, etc. que fueron interpretadas por los principales actores de la época: Orfilia Rico, Florencio Parravicini, Lea Conti, Pablo Podestá, Roberto Casaux, Enrique Muiño, Elías Alippi, Luis Arata, en muchos casos bajo su dirección artística.
Se interesó por la actividad gremial y fue uno de los impulsores de la Sociedad de Autores que, una vez logrado que se les reconociera el derecho a la percepción del 10% de la recaudación, tenía un papel decisivo para procurar el cumplimiento de la ley por parte de las empresas.
El crítico José Antonio Saldías escribió que Novión “fue el más intuitivo, fresco y tierno de los autores criollos” Edmundo Guibourg opinó "era un acuarelista delicioso y los poetas de más dulce sensibilidad como Carriego, que fue su compañero de tertulia en “Los Inmortales” hasta las generaciones posteriores, siempre han sabido aquilatar en Novión una frescura y una ingenuidad que a menudo tuvo en menos la crítica". Agrega Gallo que las obras, sin embargo, carecen de indagación intelectual, sociológica, al mismo tiempo el análisis psicológico resulta con frecuencia más aparente que real.
Dos bocetos dramáticos de Novión -Jacinta y El barbijo- de buena factura teatral ratifican su aptitud para el planteo temático y su tendencia al epílogo emotivo y sensiblero. Bendita seas,  ambiciosa comedia en tres actos de 1921 no pasa de ser un melodrama epidérmico, sin reales vivencias psicológicas ni siquiera en la protagonista, María, madre atormentada por un pasado que incide sobre su vida. 
Más de 30 sainetes, estrenados todos, acreditan la cabal condición sainetesca de gran parte de la obra de Alberto Novión. Sus primeros trabajos en ese género, encuentran maduras condiciones que habrían de facilitar sus éxitos ininterrumpidamente a lo largo de 32 temporadas consecutivas.
Alberto Novión falleció en Buenos Aires en forma repentina el 25 de noviembre de 1937.

## Obras
- El cambalache de Petroff
- La cantina
- La campusa
- Facha tosta!
- En un burro tres baturros...
- El vasco de Olavarria
- El trovador de Pompeya
- El rincón de los caranchos
- El payo Roque
- La familia de don Giacumin
- El gringo Barattieri
- La fonda del pacarito
- El cabaret Montmartre
- El barbijo
- El alma de los perros
- Doña Rosario
- Doña Juana Moreira
- Donde el diablo perdió el poncho
- Don Chicho
- De mi no se ríe nadie
- Bendita seas!
- El Patio de los Amores
- Los tres chanchitos (Boite de lujo)
- Yo quiero ir a Mar del Plata
- Una agencia matrimonial
- Todo loco tiene suerte
- Te quiero por que sos reo
- Tan chiquitita y quiere casarse
- Se casa el negro Rancagua
- Quién es mi padre?
- Qué suerte la de Bachicha!
- Que no lo sepa la vieja!
- Peluquería y Cigarrería (fósforos gratis)
- La Chusma
- Marineros
- Misia Pancha, la brava
- Los provincianos
- Los primeros fríos
- Los criollos se han dao güelta...
- Las golondrinas
- Las adivinas
- La tapera
- La muchacha del circo
- La madriguera
- La gaucha
- Pasen a ver las fieras!
- El vasco de Olavarría

## Letras de tango
- El tango de la muerte
- Lagrimeando lagrimeando
- Tierra mía
- Traiga otra caña

## Guiones sobre sus obras
- Bendita seas (Argentina 1956) dir. Luis Mottura
- En un burro tres baturros (México 1939) José Benavides (hijo]